# Chiovendaea eriantha
Chiovendaea eriantha là một loài thực vật có hoa trong họ Đậu. Loài này được (Benth.) Speg. mô tả khoa học đầu tiên năm 1926.